# 썸머타임 킬러
썸머타임 킬러(The Summertime Killer, Target Removed)는 안토니오 이사시-이사스멘디가 감독, 제작하고 크리스토퍼 밋첨, 올리비아 핫세, 칼 말덴이 출연한 1972년 범죄 영화이다.

## 출연

### 주연
- 클라우디안 아우거
- 제라드 바레이
- 올리비아 핫세
- 칼 말든
- 크리스토퍼 밋첨

### 조연
- 조시 니에토
- 구스타보 레
- 라프 발로네
- 빅터 이즈라엘
- 제라드 티치
- 움베르토 라호

## 홈 미디어
와일드 이스트는 2010년의 어느 수사관의 고백과 함께 한정판 R0 NTSC DVD로 영화를 출시하였다.

## 팝 문화
이 영화의 주제곡 Summertime Killer이 Kill Bill VOLUME 2 (사운드트랙)에 사용되었다.